# بخش درو
بخش درو (به فرانسوی: Arrondissement de Dreux) یک بخش در فرانسه است که در اور-ا-لوآر واقع شده‌است.